# Robert K. von Weizsäcker

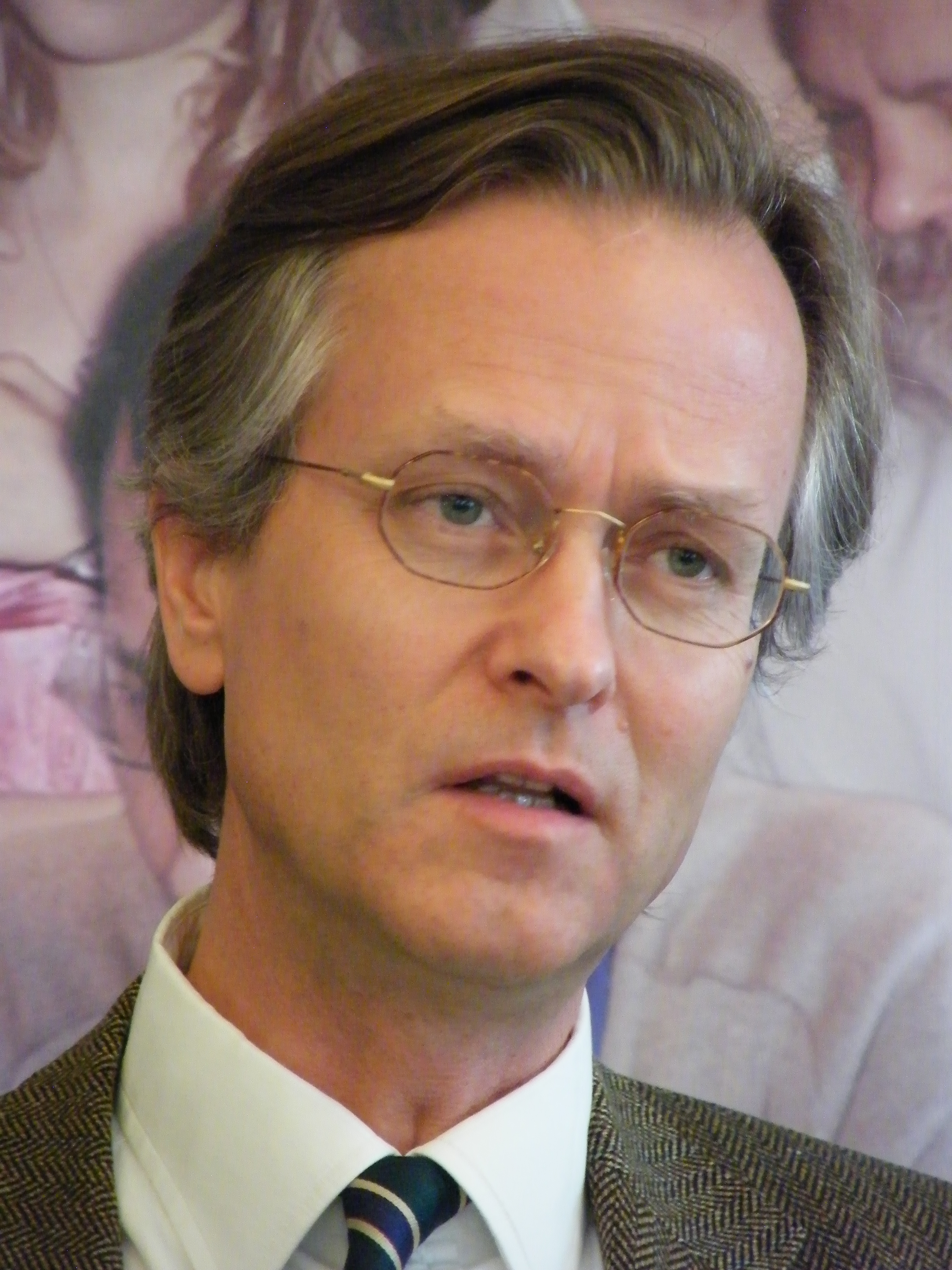
Weizsäcker (2010)

Robert Klaus Freiherr von Weizsäcker (* 6. Dezember 1954 in Essen) ist ein deutscher Ökonom und Fernschach-Großmeister.
Weizsäcker war ordentlicher Professor für Volkswirtschaftslehre zuletzt an der Technischen Universität München (TUM School of Management) und ist Ehrenpräsident des Deutschen Schachbundes. Er entstammt der Familie Weizsäcker.

## Familie und Privates
Weizsäcker entstammt der pfälzisch-württembergischen Familie Weizsäcker und ist der älteste Sohn des ehemaligen Bundespräsidenten Richard von Weizsäcker und dessen Frau Marianne. Seine Schwester ist Beatrice von Weizsäcker, seine beiden bereits verstorbenen Brüder waren Andreas und Fritz von Weizsäcker, sein Onkel der Physiker Carl Friedrich von Weizsäcker.
Er war von 1983 bis 2017 mit der Lehrerin Gabriele Freifrau von Weizsäcker geb. von Meer (* 1956) verheiratet, einer Tochter von Werner von Meer (1920–2012), dem ehemaligen Eigentümer des Stüttgenhofs bei Köln. Gemeinsam haben sie drei Töchter.
Robert von Weizsäcker ist lizenzierter Funkamateur mit dem Rufzeichen DL1BOB.

## Ökonom
Robert von Weizsäcker studierte Mathematik und Volkswirtschaftslehre an der Universität Bonn. Nach einem Abschluss als Diplom-Volkswirt im Jahre 1980 erfolgte die Promotion an der London School of Economics / Universität Bonn im Jahre 1985 sowie die Habilitation an der Universität Bonn im Jahre 1990.
Nach einer zweijährigen Tätigkeit als Privatdozent an der Universität Bonn und der Humboldt-Universität zu Berlin wurde Robert von Weizsäcker 1992 ordentlicher Professor für Volkswirtschaftslehre an der Universität Halle-Wittenberg. 1995 wechselte er an die Universität Mannheim auf einen Lehrstuhl für Volkswirtschaftslehre, Finanzwissenschaft und Wirtschaftspolitik. Nach Ablehnung eines Rufes 2001 an die Goethe-Universität Frankfurt war er von 2003 bis 2020 Ordinarius für Volkswirtschaftslehre, Finanzwissenschaft und Industrieökonomik an der Technischen Universität München. Seit 2020 ist er Emeritus of Excellence der Technischen Universität München.
Er war Visiting Scholar an der University of Cambridge, der Université Catholique de Louvain, der London School of Economics, der Stanford University, der University of Oxford sowie am International Monetary Fund in Washington D.C. Von 2003 bis 2007 war er Faculty Member des Munich Intellectual Property Law Center am Max-Planck-Institut für Geistiges Eigentum, Wettbewerbs- und Steuerrecht und von 1994 bis 2004 Research Fellow des Centre for Economic Policy Research in London. Er ist Research Fellow des ifo Instituts für Wirtschaftsforschung in München und des Institute for the Study of Labor in Bonn. Er war Heisenberg-Stipendiat der Deutschen Forschungsgemeinschaft und von 1997 bis 1999 Mitglied des Wissenschaftsrates.
Zu seinen Forschungsschwerpunkten zählen die Gebiete Finanzwissenschaft (Staatsverschuldung, Steuerreform und Finanzierung der sozialen Sicherungssysteme), Mikroökonomik (Einkommens- und Vermögensverteilung, Entscheidungstheorie), Bildungsökonomik sowie Bevölkerungsökonomik.
Er war Mitunterzeichner des eurokritischen Manifests Die währungspolitischen Beschlüsse von Maastricht: Eine Gefahr für Europa (1992).

## Fernschach
Robert von Weizsäcker ist Fernschach-Großmeister und Mitglied der deutschen Fernschach-Nationalmannschaft. Er war Mannschaftsweltmeister 2008 und 2023, Olympiasieger der 13. Fernschacholympiade 2004–2009 sowie Silbermedaillengewinner der 16. (2015) und 19. (2021) Fernschacholympiade. In den 1970er Jahren spielte er in der viergleisigen Bundesliga insgesamt fünf Wettkämpfe für den Bonner SK. Von 2007 bis 2011 war er Präsident des Deutschen Schachbundes, 2011 verzichtete er auf eine erneute Kandidatur. 2010 bewarb sich Robert von Weizsäcker um das Amt des Präsidenten der European Chess Union, wurde jedoch nicht gewählt. Bei der Wahl des FIDE-Präsidenten 2010 in Chanty-Mansijsk unterstützte er vergeblich den ehemaligen Schachweltmeister Anatoli Karpow gegen den amtierenden Präsidenten Kirsan Iljumschinow. Seit 2011 ist Robert von Weizsäcker Ehrenpräsident des Deutschen Schachbundes.

## Veröffentlichungen (Auswahl)
- Theorie der Verteilung der Arbeitseinkommen. Tübingen: J.C.B. Mohr (Paul Siebeck), 1986. ISBN 978-3-16-345110-0.
- „Neoklassische Finanzwissenschaft.“ Finanzarchiv, N.F. Band 46(3), 1988, 513–525.
- „Demographic Change and Income Distribution.“ European Economic Review, 33(3), 1989, 377–388.
- „Population Aging and Social Security: A Politico-Economic Model of State Pension Financing.“ Public Finance 45(3), 1990, 491–509.
- „Demography, Democracy, and Distribution.“ In: J. Pacolet und C. Wilderom (Hrsg.): The Economics of Care of the Elderly. London: Gower Publishing Co., 1991, 38–50.
- „Staatsverschuldung und Demokratie.“ Kyklos, 45(1), 1992, 51–67.
- „Income Distribution and Efficiency: The Role of Social Security.“ mit M. Nerlove, A. Razin und E. Sadka; Public Finance 47(3), 1992, 462–475.
- A Theory of Earnings Distribution. Cambridge: Cambridge University Press, 1993. ISBN 978-0-521-34294-0.
- Bevölkerungsentwicklung, Rentenfinanzierung und Einkommensverteilung. Berlin, Heidelberg, New York: Springer-Verlag, 1993, ISBN 978-3-642-78314-2.
- „Comprehensive Income Taxation, Investments in Human and Physical Capital, and Productivity.“ mit M. Nerlove, A. Razin, E. Sadka. Journal of Public Economics, 50(3), 1993, 397–406.
- „Public Pension Reform, Demographics, and Inequality.“ Journal of Population Economics, 8(2), 1995, 205–221.
- „Educational Choice, Lifetime Earnings Inequality, and Conflicts of Public Policy.“ Journal of Income Distribution, 6(1), 1996, 67–89.
- „Distributive Implications of an Aging Society.“ European Economic Review, 40(4), 1996, 729–746.
- „Finanzpolitik.“ In: J. von Hagen, P. J. J. Welfens, A. Börsch-Supan (Hrsg.): Springers Handbuch der Volkswirtschaftslehre. Band 2. Berlin, Heidelberg, New York: Springer-Verlag, 1997, 123–180.
- Bildung und Wirtschaftswachstum. (Hrsg.); Berlin: Duncker & Humblot, 1998, ISBN 978-3-428-09461-5.
- Deregulierung und Finanzierung des Bildungswesens. (Hrsg.); Berlin: Duncker & Humblot, 1998, ISBN 978-3-428-09724-1.
- „Chancengleichheit, Statusmobilität und öffentliche Bildungsinvestitionen.“ In: D. Timmermann (Hrsg.): Berufliche Weiterbildung in europäischer Perspektive. Schriften des Vereins für Socialpolitik, Gesellschaft für Wirtschafts- und Sozialwissenschaften, N.F. Band 267; Berlin: Duncker & Humblot, 1999, 93–113.
- Schul- und Hochschulorganisation. (Hrsg.); Berlin: Duncker & Humblot, 2000, ISBN 978-3-428-10152-8.
- Bildung und Beschäftigung (Hrsg.); Berlin: Duncker & Humblot, 2001, ISBN 978-3-428-10631-8.
- „Risk, Resources, and Education: Public versus Private Financing of Higher Education.“ mit B. U. Wigger; IMF Staff Papers, 48(3), 2001, 547–560.
- „Bildungsreform in der Demokratie.“ mit A. Kemnitz; Vierteljahreshefte zur Wirtschaftsforschung, 72(2), 2003, 188–204.
- „Rentenfinanzierung und intergenerationelle Gerechtigkeit: Eine wachstumstheoretische Perspektive.“ mit B.U. Wigger; in: M. Rose (Hrsg.): Integriertes Steuer- und Sozialsystem. Berlin-Heidelberg-New York: Springer-Verlag, 2003, 437–459.
- „Ineffizienz im deutschen Bildungsföderalismus.“ mit C. Amann und B. Süßmuth; in: N. Wohlgemuth (Hrsg.): Arbeit, Humankapital und Wirtschaftspolitik. Volkswirtschaftliche Schriften, Band 547; Berlin: Duncker & Humblot, 2006, 247–278.
- „Government Debt and the Portfolios of the Rich.“ mit B. Süßmuth; in: S. P. Jenkins, J. Micklewright (Hrsg.): Inequality and Poverty Re-examined. Oxford: Oxford University Press, 2007, 268–283.
- „Familienunternehmen: Auf lange Sicht erfolgreich?“ mit K. Krempel; in: I. Hausladen (Hrsg.): Management am Puls der Zeit: Strategien, Konzepte und Methoden. Band 1: Unternehmensführung; München: TCW Transfer-Centrum, 2007, 71–83.
- „Exzessive Budgetdefizite und die institutionelle Ausgestaltung der EU-Haushaltspolitik.“ mit C. Feilcke und B. Süßmuth; in: V. Ulrich und W. Ried (Hrsg.): Effizienz, Qualität und Nachhaltigkeit im Gesundheitswesen. Baden-Baden: Nomos Verlagsgesellschaft, 2007, 3–22.
- „Regionalflughäfen – Traum oder Alptraum regionaler Wirtschaftspolitik? Zur Ineffizienz des deutschen Flughafenwesens.“ mit M. Steininger; in: Gesellschaft für Regionalforschung (Hrsg.): Seminarbericht 51; Heidelberg 2009, 93–125.
- „Shooting Rampages and Maintenance of Campus Safety: An Incomplete Contracts Perspective.“ mit B. Süßmuth; Review of Law and Economics, 7, 2011, 573–600.
- „Hat Ungleichheit negative Auswirkungen auf das Wirtschaftswachstum?“ mit Th. Bredl und M. Horvath; WiSt, 41, 2012, 532–539.
- „Cubic Cost Functions and Major Market Structures.“ mit O. Nikutowski und V. Leis; Journal of Economic Education, 44(1), 2013.
- „The Idea of Economic Laws: Some Considerations on Rationality, Historicity, and Objectivity in Economics.“ mit M. Horvath; European Review (Academia Europaea, Cambridge University Press), 22 (1), 2014, 163–179.
- „Reason, Intuition, and Time.“ mit M. Sahm; Managerial and Decision Economics, 37, 2016, 195–207.
- Ungleichheit – Eine phantastische Erzählung. mit P. Dossi; Berlin-Heidelberg-New York: Springer-Verlag, 2016. ISBN 978-3-658-10505-1.
- „Volkswirtschaftliche Gesamtrechnung.“ mit M. Horvath; Gabler Wirtschaftslexikon, 19. Auflage; Wiesbaden: Springer Gabler, 2017.
- „Repräsentative Demokratie und öffentliche Verschuldung: Ein strategisches Verhängnis.“ TUM, mimeo, 2019.
- „Coordinating Intergenerational Redistribution and the Repayment of Public Debt.“ mit Chr. March; Social Choice and Welfare, 55(2), 2020, 301–323.
- „Staatsverschuldung – Corona und die Anreizmechanismen der Wettbewerbsdemokratie.“ In: M. Molls und J. Eberspächer, Hrsg.: TUM Forum Sustainability: Wissenschaft, Vernunft und Nachhaltigkeit. München, 2020, 198–201.

### Schach
- „Schönheit im Schach.“ In: U. Dossi (Hrsg.): Schach. 2005, 40–47. KARL. 2008(2), 52–53.
- „Mensch versus Maschine.“ TUM, mimeo, 2007.
- „Schach als spielerische Antwort auf PISA.“ Schach Magazin 64; 2007(6).
- „Ratio, Intuition und Zeit.“ TUM, mimeo, 2010.
- Der Königsplan. mit Stefan Kindermann; Hamburg: Rowohlt Verlag, 2. Aufl. 2013. ISBN 978-3-498-07370-1.